# Philepitta
Philepitta I.Geoffroy Saint-Hilaire, 1838 è un genere di uccelli passeriforni della famiglia Eurylaimidae, endemici del Madagascar.

## Etimologia
Il nome del genere, Philepitta, deriva dall'unione del prefisso greco φίλο- (filo-, "amico", "affine") con Pitta, nome di un genere di uccelli coi quali gli asiti non mostrano legami di parentela molto stretta quanto piuttosto una somiglianza morfologica.

## Descrizione
Si tratta di uccelli lunghi una ventina di centimetri dall'aspetto paffuto, muniti di corte ali arrotondate, coda squadrata e quasi inesistente e becco conico e appuntito. In ambedue le specie è presente un marcato dimorfismo sessuale, con la femmina che presenta colorazione più sobria e meno intensa rispetto al maschio, che è inoltre munito di caruncole perioculari molto più evidenti e marcatamente colorate.

## Distribuzione e habitat

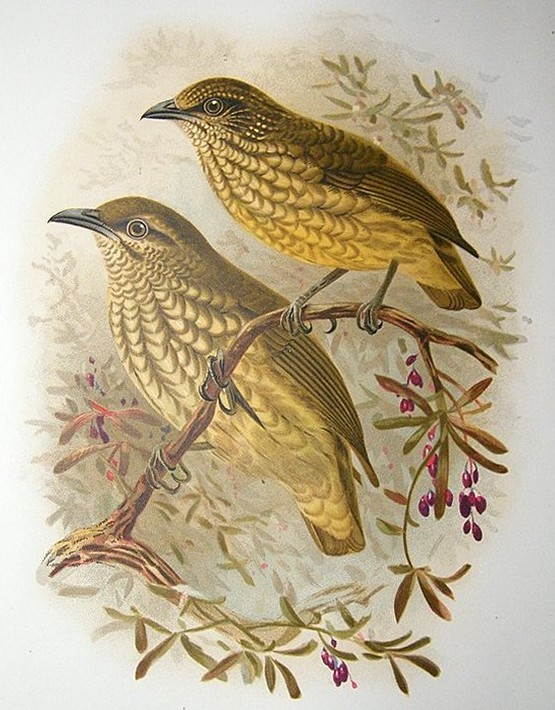
In alto un giovane di P. schlegeli, in basso un giovane di P. castanea.

Gli asiti sono endemici del Madagascar, dove abitano la fascia costiera nord-occidentale e orientale: il loro habitat sono le aree di foresta con folto sottobosco nel quale prediligono vivere, nutrendosi principalmente di frutta e scendendo non di rado anche al suolo.

## Tassonomia
Il genere Philepitta, assieme al conterraneo genere Neodrepanis, veniva in precedenza inquadrato in una famiglia a sé stante, quella dei Philepittidae. Nonostante alcuni autori continuino a riconoscere la validità di questa classificazione, nel 2012 ambedue i generi sono stati accorpati dall'IOC alla famiglia Eurylaimidae, nell'ambito della quale vanno a formare una sottofamiglia a sé stante (Philepittinae).
Al genere vengono ascritte 2 specie, note col nome comune di filepitte o asiti (dal malgascio asity):
- Philepitta castanea (Statius Müller, 1776) - asite di velluto
- Philepitta schlegeli Schlegel, 1867 - asite di Schlegel